# Escucha
Escucha – gmina w Hiszpanii, w prowincji Teruel, w Aragonii, o powierzchni 41,57 km². W 2014 roku gmina liczyła 981 mieszkańców.